# Phyllodoce lamelligera
Phyllodoce lamelligera är en ringmaskart som först beskrevs av Gmelin in Linné 1788.  Phyllodoce lamelligera ingår i släktet Phyllodoce och familjen Phyllodocidae. Inga underarter finns listade i Catalogue of Life.